# NGC 5916
NGC 5916 est une galaxie spirale barrée située dans la constellation de la Balance. Sa vitesse par rapport au fond diffus cosmologique est de 2 500 ± 13 km/s, ce qui correspond à une distance de Hubble de 36,9 ± 2,6 Mpc (∼120 millions d'al). NGC 5916 a été découverte par l'astronome britannique John Herschel en 1836.
La classe de luminosité de NGC 5916 est I et elle présente une large raie HI.
En raison d'une brillance de surface égale à 14,20 mag/am2, on peut qualifier NGC 5916 de galaxie à faible brillance de surface (LSB en anglais pour low surface brightness). Les galaxies LSB sont des galaxies diffuses (D) avec une brillance de surface inférieure de moins d'une magnitude à celle du ciel nocturne ambiant.
À ce jour, deux mesures non basées sur le décalage vers le rouge (redshift) donnent une distance de 14,025 ± 7,460 Mpc (∼45,7 millions d'al), ce qui est loin à l'extérieur des valeurs de la distance de Hubble. Notons cependant que c'est avec la valeur moyenne des mesures indépendantes, lorsqu'elles existent, que la base de données NASA/IPAC calcule le diamètre d'une galaxie et qu'en conséquence le diamètre de NGC 5916 pourrait être d'environ 34,7 kpc (∼113 000 al) si on utilisait la distance de Hubble pour le calculer.

## Un triplet de galaxies

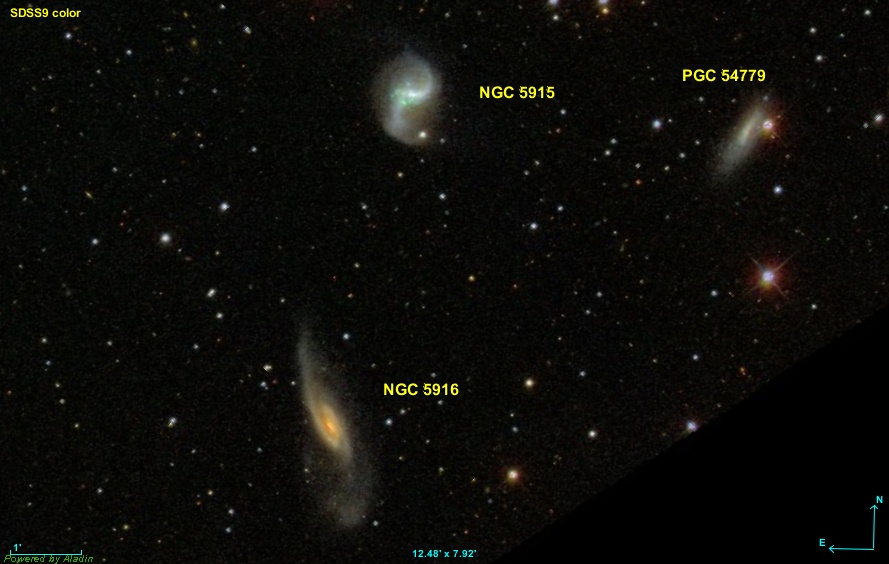
Le triplet de galaxies NGC 5915, NGC 5916 et PGC 54779.

Les distances des galaxies NGC 5915 et PGC 54779 sont respectivement égales à 31,7 ± 2,2 Mpc (∼103 millions d'al) et à 36,41 ± 2,57 Mpc (∼119 millions d'al), ce qui est très similaire à la distance de NGC 5916. Ces trois galaxies forment un triplet de galaxies en interaction gravitationnelle.